# Exochus compar
Exochus compar là một loài tò vò trong họ Ichneumonidae.